# Andrew Sinclair (botaniker)
Andrew Sinclair, född 13 april 1794 i Paisley, Skottland, död 26 mars 1861 vid Rangitata River, Nya Zeeland, var en brittisk kirurg uppmärksammad för sina botaniska samlingar. Mellan 1844 och 1856 tjänstgjorde han som Nya Zeelands kolonisekreterare.
Auktorsnamnet A.Sinclair kan användas för Andrew Sinclair (botaniker) i samband med ett vetenskapligt namn inom botaniken; se Wikipediaartiklar som länkar till auktorsnamnet.